# Karaginský ostrov
Karaginský ostrov je neobydlený ostrov v Karaginském zálivu Beringova moře, ležící 20 km východně od poloostrova Kamčatka. Táhne se v délce přes sto kilometrů z jihozápadu na severovýchod mezi Krašeninnikovým a Goleniščevovým mysem, celková rozloha činí 1936 km² (osmnáctý největší ostrov Ruska). Patří ke Karaginskému rajónu v Kamčatském kraji Ruska.

## Etymologie
Název ostrova pochází ze slova karagi, kterým místní Korjakové označovali čedičové skály a kameny na pobřeží ostrova. Toto korjacké označení dalo název nejen ostrovu, ale i zálivu a nedaleké osadě Karaga.

## Geografie
Ostrov je sopečného průvodu. Jeho pobřeží je skalnaté, vnitrozemí pokrývá tundra. Karaginský ostrov má tvar poněkud protáhlý od severovýchodu k jihozápadu s délkou (od mysu Goleniščev po mys Krašeninnikov) něco málo přes 100 kilometrů a maximální šířkou 27 km. Uprostřed ostrova je pohoří s průměrnou výškou až 600 metrů. Nejvyšším bodem ostrova je hora Sakonoval neboli Vysokaja s výškou 920 m n. m. Na jihovýchodě se hory přibližují k moři a vytváří vysoké a strmé ostrohy.
Podél celého ostrova je velké množství zátok, některé z nich zasahují hluboko do ostrova. Na Karaginském ostrově je poměrně málo řek delších než 15 km. Za zmínku mezi nimi stojí řeky Mamikinvajam, Markelovskaja a Gnunvajam.

## Podnebí
Podnebí Karaginského ostrova je definováno jako mírné mořské podnebí. Zima na ostrově poměrně dlouhá (asi 7 měsíců od sněžení do tání). Průměrná teplota vzduchu v nechladnějším měsíci v roce, v únoru, je asi –11 °C. Absolutní minimální teplota, která byla kdy na ostrově zaznamenána je –18,9 °C. V létě je průměrná teplota 11 °C.
Největší množství srážek na ostrově padá v zimě formou sněhu. Současně sníh na svazích hor někdy zůstává až do července, někdy dokonce celoročně. V létě na ostrově často neprší, ve východní části v létě a na podzim panují husté mlhy.

## Obyvatelstvo
Podle oficiální ruských údajů od místních úřadů je Karaginský ostrov neobydlený. Nejsou zde žádná trvalá sídla, kromě obydlí personálu obsluhující maják, a několik dočasných táborů pro lovce a rybáře. Pohraniční služba Ruské federace zde nemá již žádné trvalé stanoviště, omezuje se pouze na hlídkování v pobřežních vodách ostrova.
Po roce 1945 zde byl založen závod na zpracování ryb, pracovníci závodu byli převážně v ruského vnitrozemí. Na konci 40. let 20. století zde žilo více než 300 lidí. V roce 1964 ale byl závod zrušen a trvalé osídlení zrušeno.

## Flóra a fauna
Ve vnitrozemí ostrova roste borovice zakrslá, bříza zakrslá, olše a jeřáb. Hnízdí zde kajka Stellerova, ostralka štíhlá, čírka obecná, hoholka lední, kačka strakatá, morčák velký, orel východní, raroh lovecký, racek růžový, rybáci a kormoráni, v okolním moři žije množství kytovců. V létě dorazí hnízdit k ostrovu až dva tisíce mrožů.
Místní příroda je chráněna Ramsarskou úmluvou.

## Historie
Domorodí obyvatelé Kamčatky, Korjakové, znali Karaginský ostrov několik staletí. Plavili se k němu na lov a rybolov.
Pro Evropany Karaginský ostrov objevil v roce 1732 Vitus Bering během druhé kamčatské expedice. Podrobně ho prozkoumal roku 1827 Fjodor Petrovič Litke, podle něhož se průliv oddělující ostrov od pevniny jmenuje Litkeho průliv. Od konce 18. století byl ostrov pravidelně navštěvován velrybáři. Na ostrově se dodnes dají najít kosti velryb, které byly zabity na přelomu 18. a 19. století. Na konci 19. století, s poklesem lovu velryb, byl Karaginský ostrov dočasně zapomenut a všechna dočasná osídlení na ostrově zpustla.
V letech 1917–1945 deklarovalo Japonsko svůj nárok na ostrov,
V 60. letech 20. století byla na ostrově postavena pohraniční základna s malou vojenskou jednotkou, která byla v 90. letech zrušena a vojenské budovy od té doby chátrají. Ostrov občas navštěvují korjačtí rybáři a pastevci sobů, pořádají se sem i lovecké zájezdy.
Ostrov měl po desetiletí statut přírodní rezervace, ale v roce 2010 byla dekretem guvernéra Kamčatky rezervace zrušena. V roce 2019 byl ostrov na 49 let pronajat soukromé lovecké společnosti Karibu-Tour LLC za 15.120,- rublů ročně. Domorodci se snaží o anulaci smlouvy, protože se na ostrově pasou jejich sobi a roční nájem ostrova odpovídá ročním nákladům na energie třípokojového panelového bytu v Petropavlovsku-Kamčatském.